# Pomaria
Pomaria (łac. Pomariensis) – stolica historycznej diecezji w Cesarstwie Rzymskim w prowincji Mauretania Cezarejska, współcześnie kojarzona z okolicą Tlemcenw północnej Algierii. Obecnie katolickie biskupstwo tytularne. Pierwszym biskupem był Denis O'Donaghue, biskup pomocniczy Indianapolis w Stanach Zjednoczonych. Od 1987 roku na stolicy tej zasiada Edward Białogłowski, biskup pomocniczy przemyski (1987-92), a następnie biskup pomocniczy rzeszowski (od 1992).

## Biskupi tytularni
| Lp. | Biskup                          | Funkcja                                                           | Od                | Do                |
| --- | ------------------------------- | ----------------------------------------------------------------- | ----------------- | ----------------- |
| 1   | Denis O'Donaghue                | biskup pomocniczy Indianapolis (USA)                              | 13 lutego 1900    | 7 lutego 1910     |
| 2   | Domenico Mannaioli              | biskup senior Montefiascone (Włochy)                              | 6 sierpnia 1910   | 26 grudnia 1931   |
| 3   | Paul Audren MEP                 | wikariusz apostolski koadiutor Kunmingu (Chiny)                   | 26 kwietnia 1932  | 2 maja 1932       |
| 4   | Hubert Paulissen SMA            | wikariusz apostolski Kumasi (Złote Wybrzeże)                      | 29 listopada 1932 | 18 kwietnia 1950  |
| 5   | Dragutin Nežic                  | administrator apostolski diecezji porecko-pulskiej (Jugosławia)   | 21 maja 1950      | 15 czerwca 1960   |
| 6   | Louis Fortier                   | biskup pomocniczy Sainte-Anne-de-la-Pocatière (Kanada)            | 15 listopada 1960 | 19 stycznia 1965  |
| 7   | Antonio Pildáin y Zapiáin       | biskup senior Wysp Kanaryjskich (Hiszpania)                       | 15 grudnia 1966   | 11 grudnia 1970   |
| 8   | Joseph Imesch                   | biskup pomocniczy Detroit (USA)                                   | 8 lutego 1973     | 30 czerwca 1979   |
| 9   | William Friend                  | biskup pomocniczy Alexandrii-Shreveport (USA)                     | 31 sierpnia 1979  | 17 listopada 1982 |
| 10  | Julio Bethancourt Fioravanti    | biskup pomocniczy Gwatemali (Gwatemala)                           | 3 grudnia 1982    | 4 kwietnia 1984   |
| 11  | Alejandro Labaca Ugarte OFMCap. | wikariusz apostolski Aguarico (Ekwador)                           | 2 lipca 1984      | 2 lipca 1987      |
| 12  | Edward Białogłowski             | biskup pomocniczy przemyski (Polska) biskup pomocniczy rzeszowski | 28 listopada 1987 |                   |